# Moms' Night Out
Moms' Night Out (Brasil: Mamãe: Operação Balada ) é um filme de comédia cristão lançado em 2014. O filme foi lançado em 9 de maio de 2014 nos Estados Unidos em mais de mil cinemas.

## Sinopse
Sentindo-se sobrecarregada por seus filhos, a mãe de três filhos Allyson decide sair em uma noite das mães com suas amigas, Izzy e Sondra. As três esperam relaxar uma noite enquanto o marido de Allyson, Sean, cuida de todas as crianças. Após suas reservas serem canceladas, as coisas vão de mal a pior quando Bridget, percebe que seu filho recém-nascido, Phoenix, sumiu.

## Elenco
- Sarah Drew - Allyson
- Sean Astin - Sean
- Patricia Heaton - Sondra
- Trace Adkins - Bones
- Andrea Logan White - Izzy
- Robert Amaya - Marco
- Abbie Cobb - Bridget
- Harry Shum Jr. - Joey
- Alex Kendrick - Pastor Ray
- Michael Leone - Brandon
- Shiloh Nelson - Bailey
- Kevin Downes - Kevin
- David Hunt - Taxista
- Brett Rice - Sargento Murphy
- Rhoda Griffis - Glenda
- Sammi Hanratty - Zoe
- Victor Turner - Oficial de Polícia
- Jason Burkey - DJ

## Recepção
Moms' Night Out teve recepção geralmente desfavorável por parte da crítica especializada. Com base em 20 avaliações profissionais, alcançou uma pontuação de 25 em 100 no Metacritic. Em avaliações desfavoráveis, do Austin Chronicle, Steve Davis disse: "O filme pretende ser uma comédia maluca inspirada das sortes sobre as tensões da maternidade, mas o humor situacional não tem a espontaneidade necessária para algum divertimento louco."
Do The Globe and Mail (Toronto), Kate Taylor: "Principalmente, você tem que se perguntar por que Allyson apenas não contrata uma babá, encontra um emprego e sai da casa. Ah, mas este é um filme cristão, e uma vez que ele para de atirar numa audiência com o incidentes em quadrinhos, ele começa a pregar."
TheWrap, Inkoo Kang: "Dirigido pelos irmãos Andrew e Jon Erwin, este filme com empoderamento feminista ostensivo é estranhamente frio, mesmo humilhante ao seu público alvo. Ao invés de favorecer as mães, esta sem graça comédia anti-feminista descaradamente aponta mais consistentemente como errada, ou desnecessária ou ingrata que ela é."
Em avaliações mistas, do The Hollywood Reporter, Sheri Linden: "Sem criar personagens totalmente concretizados ou verdadeiramente os envolvendo em conflitos, o filme tem como objetivo, em vez de provocar gritos de reconhecimento e lágrimas de gratidão, apelar para noções muito básicas de amor entre pais e filhos."
Entertainment Weekly, Marc Snetiker: "É uma pena que esta produção não parece ser brilhante para perceber que realmente promove uma mensagem completamente diferente: quando as mães se atrevem a sair de casa, tudo dá errado."
The A.V. Club, Mike D'Angelo: "O filme nunca parece intimidador ou enfadonho. Infelizmente, nunca parece engraçado também, entrando todo como uma refilmagem higienizada de algumas festas de risos libidinosos."
Em uma avaliação positiva, do Chicago Sun-Times, Bill Zwecker disse: "As lições de vida sobre a moral e os valores são informalmente muito bons e embalados em uma brincadeira principalmente engraçada como o trio das mães na cidade de noite se transforma em todos os tipos de formas bizarras e malucas."